# Премия Тарьея Весоса
Премия Тарьея Весоса за лучший дебют (норв. Tarjei Vesaas' debutantpris) — норвежская литературная премия, ежегодно вручаемая за лучшее произведение на норвежском языке. Она присуждается Союзом норвежских авторов. Жюри состоит из 9 членов Союза, входящих в состав Литературного совета норв. Det litterære Råd. Члены жюри выбирают победителя свободно и независимо, оценивая его творчество на основе эстетических критериев.
В соответствии с соглашением между Союзом норвежских авторов и Ассоциацией норвежских издателей все новые произведения норвежской литературы рассылаются всем членам Литературного совета. Таким образом, дебютанты номинируются на эту премию без прямого выдвижения. Во время ежегодной 3-дневной январской сессии Литературный совет обсуждает большинство вопросов, связанных с характером и распределением наград согласно мандату: стипендий, гарантированного жалованья и премий. Награждение обычно происходит в марте.
Премию учредил в 1964 году писатель Тарьей Весос на средства, полученные с литературной премией Северного Совета. Согласно его пожеланию, литературные достоинства произведения являются важнейшим критерием, однако следует присуждать премию (50 000 норвежских крон) молодым авторам — по возможности не старше 30 лет. Тарьей и его жена, поэтесса Халдис Мурен Весос, были в восторге (сами они в голосовании не участвовали), когда на второй год премию получил поэт Ян Эрик Вольд, гостивший летом 1964 года в их «писательской хижине».
В 2011 году размер премии составлял 30 000 норвежских крон. Несмотря на то, что статут премии требует отдать предпочтение одному из молодых авторов, в некоторых случаях жюри приходило к выводу, что сразу два кандидата заслуживают премии. Так, например, в 2009 году премию получили Эйвинд Хуфстад Эвьему и Хьерсти Аннесдаттер Скумсвольд.

## Лауреаты
- 1964 — Сигмунд Якобсен[норв.] за «Gjennom brend by».
- 1965 — Ян Эрик Вольд[норв.] за «Mellom speil og speil».
- 1966 — Тур Обрестад за «Kollisjon» (стихи) и «Vind» (рассказы).
- 1967 — Юхан Фредрик Грёгор[норв.] за «Dyvekes grav».
- 1968 — Рольф Саген[норв.] за «Dørklinker».
- 1969 — Ханс Санне[норв.] за «Strime».
- 1970 — Иоаким Аремк (Карл Хальвур Тейген)[норв.] за «Tapetdører».
- 1971 — Эйвинд Рейнертсен[норв.] за «Lukk opp dørene, krigen er over».
- 1972 — Эрлинг Педерсен[норв.] за «Rottenes konge».
- 1973 — Стейнар Лем[норв.] за «Signaler».
- 1974 — Карин Матхисен (Фоссум) за сборник стихотворений «Kanskje i morgen».
- 1975 — Ингвар Му[норв.] за «Løktastolpefrø».
- 1976 — Ларс Соби Кристенсен за сборник стихотворений «История Глу» (норв. Historien om Gly).
- 1977 — Бьярне Рённинг[норв.] за «Bjarne Huldasons sjøreise».
- 1978 — Сиссель Сульбьёрг Бьюгн[норв.] за «Den første avisa på Lofotveggen».
- 1979 — Ханс Хербьёрнсрюд за «Vitner».
- 1980 — Ю Эгген[норв.] за «Ting og tings skygger».
- 1981 — Франк Адольф Йенссен[норв.] за «Saltbingen».
- 1982 — Рой Якобсен[норв.] за «Fangeliv».
- 1983 — Хьелль Йерсет[норв.] за «Chakoo».
- 1984 — Анне Бё[норв.] за «Silkestein».
- 1985 — Мортен Харри Ольсен[норв.] за «For alt vi er verdt».
- 1986 — Сиссель Ли[норв.] за «Tigersmil».
- 1987 — Огот Винтербу-Хор[норв.] за «Palimpsest».
- 1988 — Торун Лиан за «Tre skuespill».
- 1989 — Анне Грете Холлюп[норв.] за «Maria og knivmakeren».
- 1990 — Стейн Версту[норв.] за «Исчезнувшая на лестнице» (норв. Ho blei borte i trappene).
- 1991 — Сюльвелин Ватле[норв.] за «Alle kjenner vel presten?».
- 1992 — Туре Эрик Лунд[норв.] за «Tanger»
- 1993 — Бертран Бесидже[норв.] за «Og du dør så langsomt at du tror du lever».
- 1994 — Катрине Грёндаль[норв.] за «Riv ruskende rytmer».
- 1995 — Харальд Росенлёв Эег[норв.] за «Glasskår» ; Туре Ренберг[норв.] за «Sovende floke».
- 1996 — Стейнар Опстад[норв.] за «Tavler og bud».
- 1997 — Ларс Рамсли[норв.] за «Biopsi».
- 1998 — Труде Марстейн[норв.] за «Sterk sult, plutselig kvalme».
- 1999 — Гуннар Вэрнесс за «Kongesplint».
- 2000 — Мирьям Кристенсен[норв.] за «Dagene er gjennomsiktige».
- 2001 — Карл Фруде Тиллер за «Skråninga».
- 2002 — Хейди Мари Крисник[норв.] за «Applaus».
- 2003 — Сигмунд Лёвосен[норв.] за «Nyryddinga».
- 2004 — Уле Асбьёрн Несс[норв.] за «Det er natt».
- 2005 — Метте Карлсвик[норв.] за «Vindauga i matsalen vender mot fjorden».
- 2006 — Томас Марко Блатт[норв.] за «Slik vil jeg måle opp verden».
- 2007 — Нильс Хенрик Смит[норв.] за «Manhattan Skyline».
- 2008 — Ларс Петтер Свеен[норв.] за «Køyre frå Fræna».
- 2009 — Эйвинд Хуфстад Эвьему[норв.] за роман «Vekk meg hvis jeg sovner»; Хьерсти Аннесдаттер Скумсвольд[норв.] за роман «Jo fortere jeg går, jo mindre er jeg».
- 2010 — Хельга Флатланн[норв.] за «Bli hvis du kan. Reis hvis du må».